# Dolega (distrito)
Dolega é um distrito da província de Chiriquí, Panamá. Possui uma área de 248,90 km² e uma população de 17.243 habitantes (censo 2000), perfazendo uma densidade demográfica de 69,28 hab./km². Sua capital é a cidade de Dolega.